# Stor-Rocksjön
Stor-Rocksjön är en sjö i Sollefteå kommun i Ångermanland och ingår i Nätraåns huvudavrinningsområde. Sjön har en area på 1,86 kvadratkilometer och ligger 260,1 meter över havet. Sjön avvattnas av vattendraget Rocksjöån.

## Delavrinningsområde
Stor-Rocksjön ingår i det delavrinningsområde (703528-157885) som SMHI kallar för Utloppet av Stor-Rocksjön. Medelhöjden är 311 meter över havet och ytan är 9,12 kvadratkilometer. Räknas de 3 avrinningsområdena uppströms in blir den ackumulerade arean 21,92 kvadratkilometer. Rocksjöån som avvattnar avrinningsområdet har biflödesordning 2, vilket innebär att vattnet flödar genom totalt 2 vattendrag innan det når havet efter 91 kilometer. Avrinningsområdet består mestadels av skog (75 procent). Avrinningsområdet har 1,85 kvadratkilometer vattenytor vilket ger det en sjöprocent på 20,2 procent.